# روبيني
روبيني هو لاعب كرة قدم برازيلي في مركز الهجوم، ولد في 1934 في Porto Feliz ‏ في البرازيل، وتوفي في 18 سبتمبر 2012 في البرازيل. لعب مع نادي أورو ونادي إيتوانو ونادي مونتيري.